# Chapelle Saint-Léonard de Mayenne
Pour les articles homonymes, voir Chapelle Saint-Léonard.
La chapelle Saint-Léonard est une chapelle de la commune française de Mayenne, dans le département de la Mayenne, en France.

## Localisation
Elle est située sur l'ancienne voie romaine de Noviodunum à Ingena, en bordure de la Mayenne en amont de la ville au lieu-dit Gué Saint-Léonard. Ce gué est connu pour la découverte par le baron de Sarcus et Chédeau en 1855 d'un trésor monétaire dans le lit de la rivière,.

## Histoire
Sa date de construction et son commanditaire ne sont pas connus avec exactitude. La charpente est datée assez précisément par dentochronologie de la deuxième moitié du XIVe siècle. À l'intérieur, les murs sont ornés d'un riche décor peint du XIVe siècle dont certains éléments s'inscrivent bien dans le contexte historique de la guerre de Cent Ans et les suites de la guerre de Succession de Bretagne. La première mention écrite sur cette chapelle date du XVe.
Transformée en habitation avec création d'un étage et d'une cheminée au XVIIIe siècle elle devient ensuite une étable et un poulailler.
Rachetée par la municipalité, une restauration est entreprise entre 2008 et 2012 portant sur la charpente, les décors peints et restituant l'entrée sur le pignon ouest,.
Après un classement des murs supportant les peintures murales le 5 janvier 1959, la charpente et la couverture, ainsi que la totalité de la parcelle ZL 12 sur laquelle l'édifice est assis sont inscrites par arrêté du 27 février 2003.

## Description
C'est un édifice modeste, rectangulaire, à chevet plat sans chœur individualisé, mesurant 10 mètres de long pour 4,5 mètres de large. Nef unique, sans étage, à charpente apparente, elle est construite en moellons de schiste avec chainages d'angle et encadrements des ouvertures en granite.

### Peintures murales
Le riche décor peint, présent sur les quatre murs, est homogène, il persiste seulement au stade de tracé ocre préparatoire. L'analyse du style de ces peintures de qualité donne une datation contemporaine de la construction de la chapelle : la fin du XIVe siècle.
Sur le mur est, derrière l'autel, s'organise autour de la verrière rouverte par la dernière restauration un retable comportant en partie supérieure un Jugement dernier, au-dessous de gauche à droite une Annonciation, une Adoration des mages suivie de quatre saints non identifiés. Encadrent cette scène deux grands personnages, d'un côté un saint évêque non identifié et de l'autre un chevalier debout en armure renaissance portant les insignes du pouvoir breton. Christian Davy l'identifie comme étant Charles de Blois, ce serait alors son unique représentation peinte connue de cette époque,.
Sur le mur sud du chœur vers l'entrée occidentale se reconnaissent deux saints guérisseurs dont saint Mammes tenant ses entrailles, un saint couché dans un lit, un saint domptant un dragon avec son étole et près du fond une scène morale Les bavardes. Des rinceaux dépassent l'encadrement des peintures et recouvrent les murs.
Sur le mur occidental, se devinent saint Gilles et sa biche.
Sur le mur nord la scène la plus grande est le martyre de saint Laurent sur son grill avec de nombreux bourreaux et diables.

Peintures murales du XIVe siècle
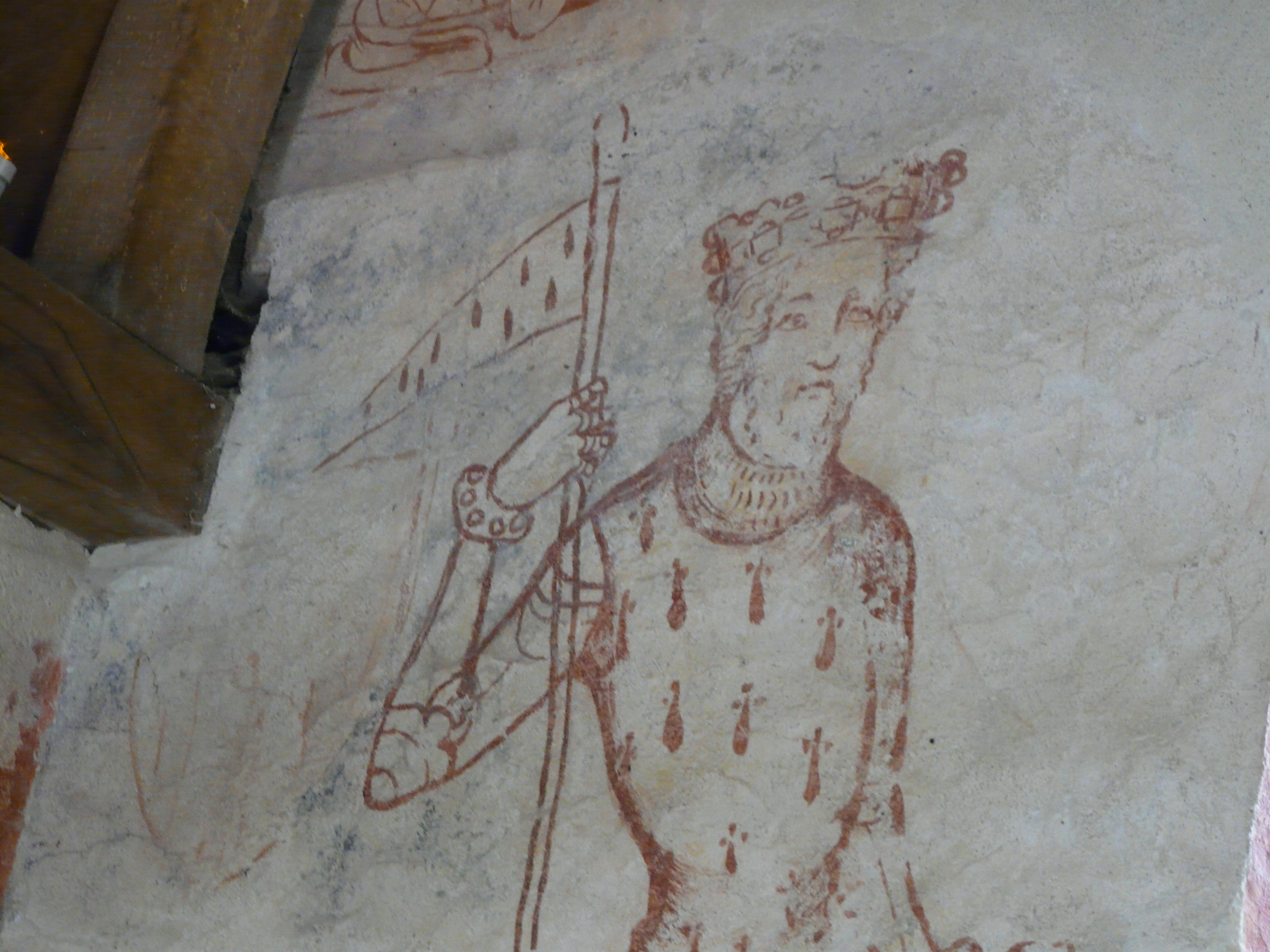
Charles de Blois
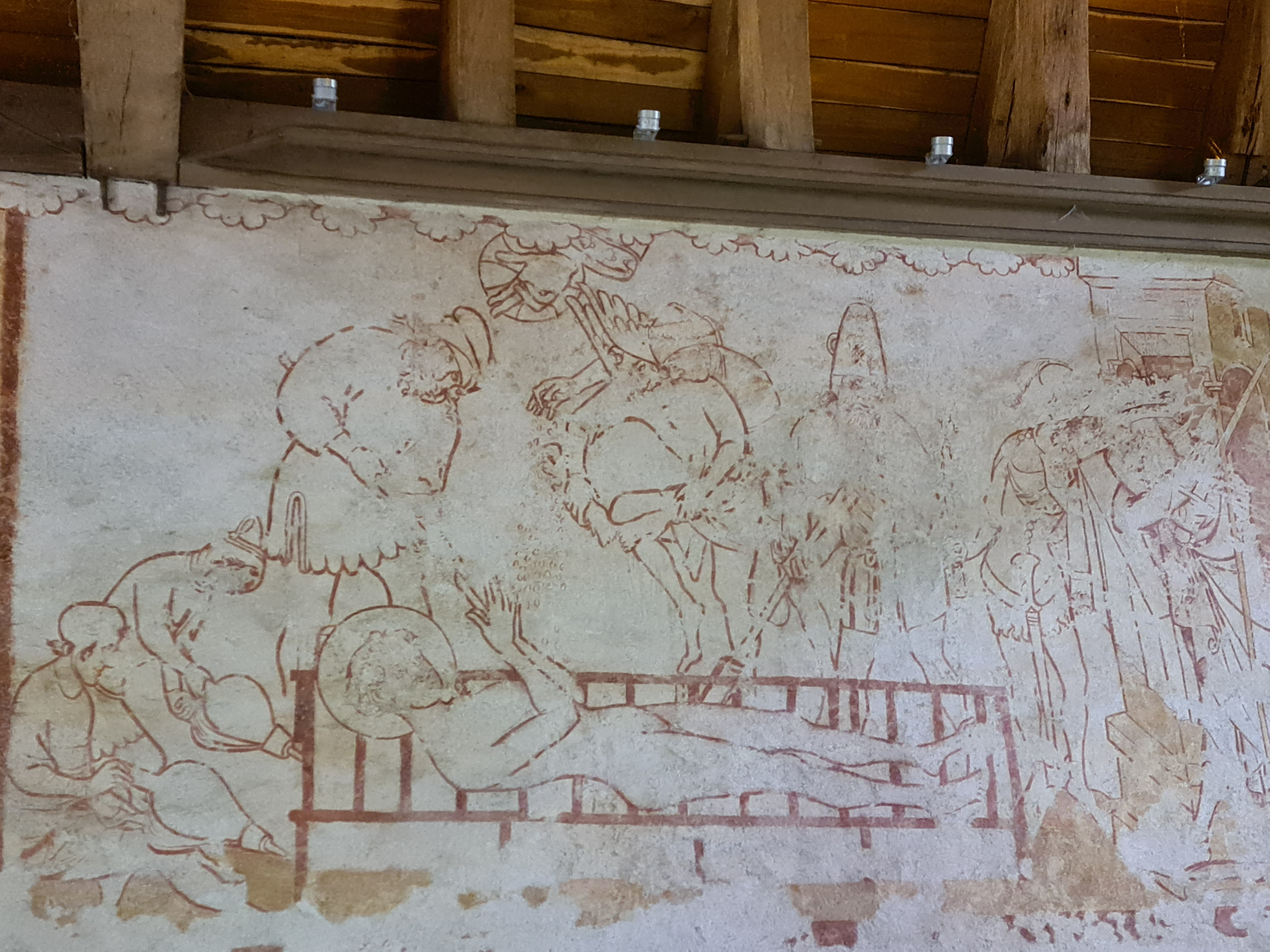
Martyre de saint Laurent
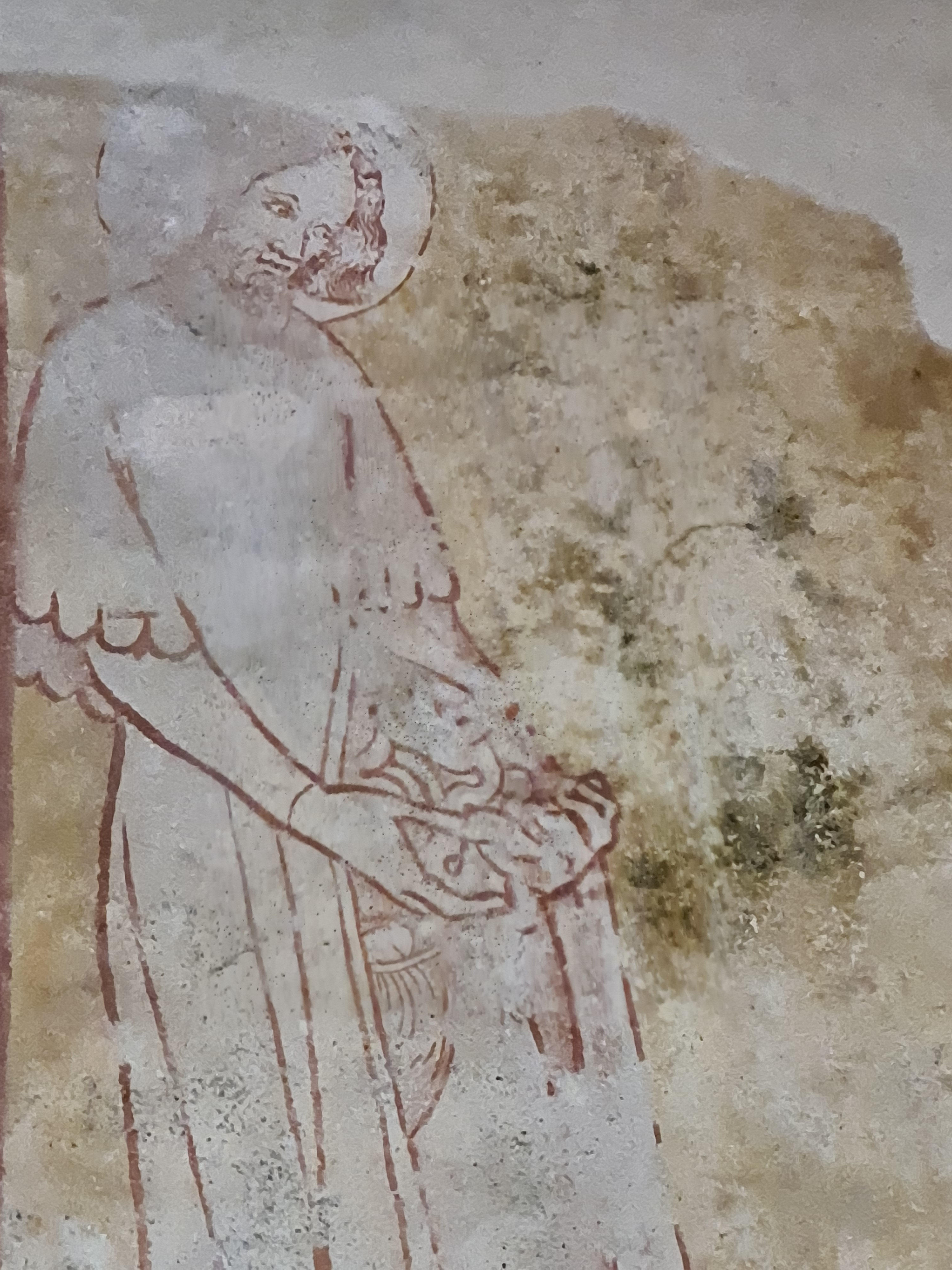
Saint Mammes et ses entrailles
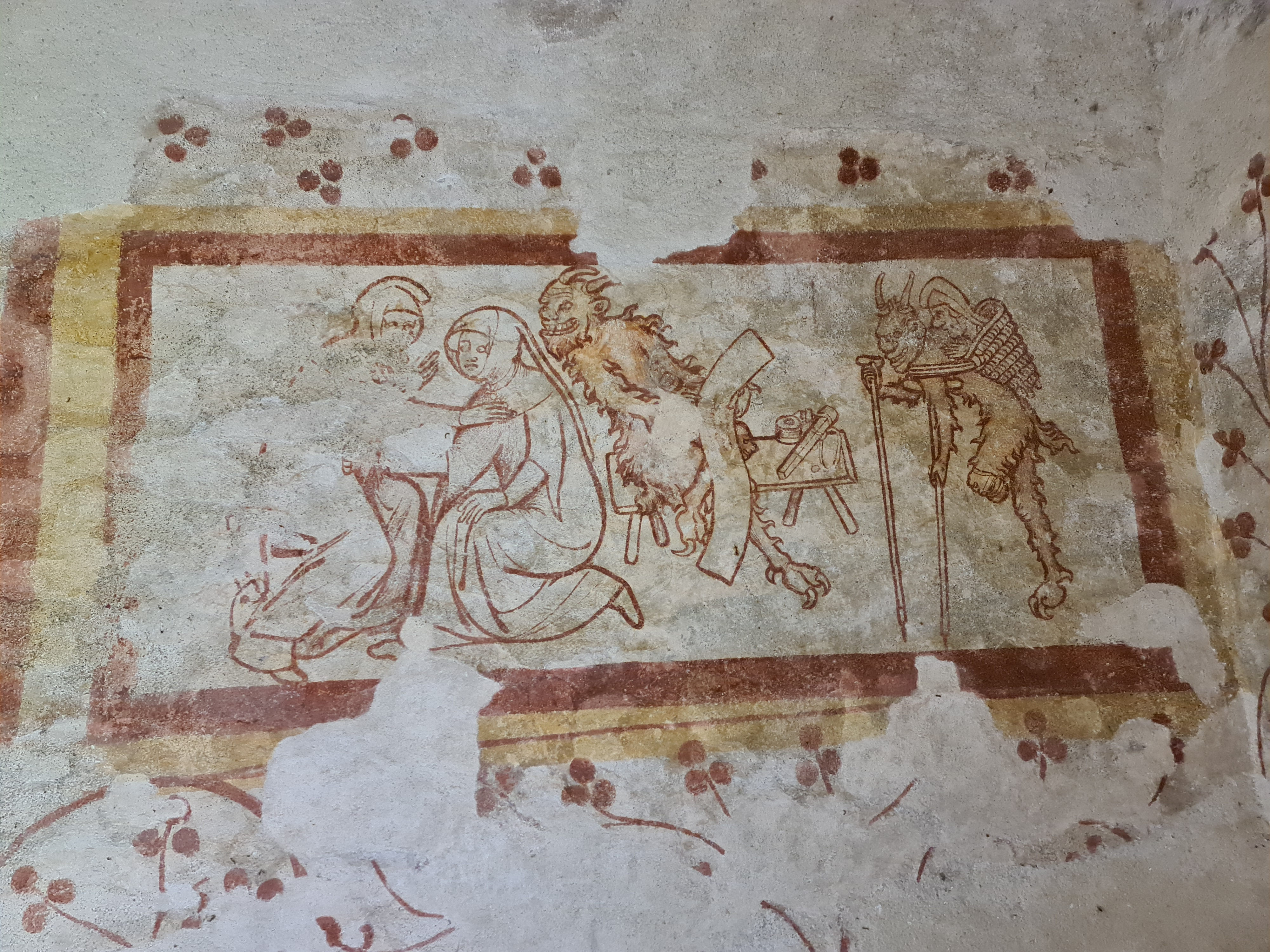
Tableau des bavardes et rinceaux